# Robert Kaller

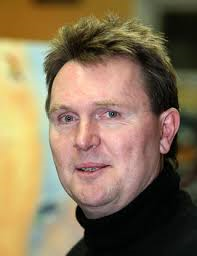
Robert Kaller

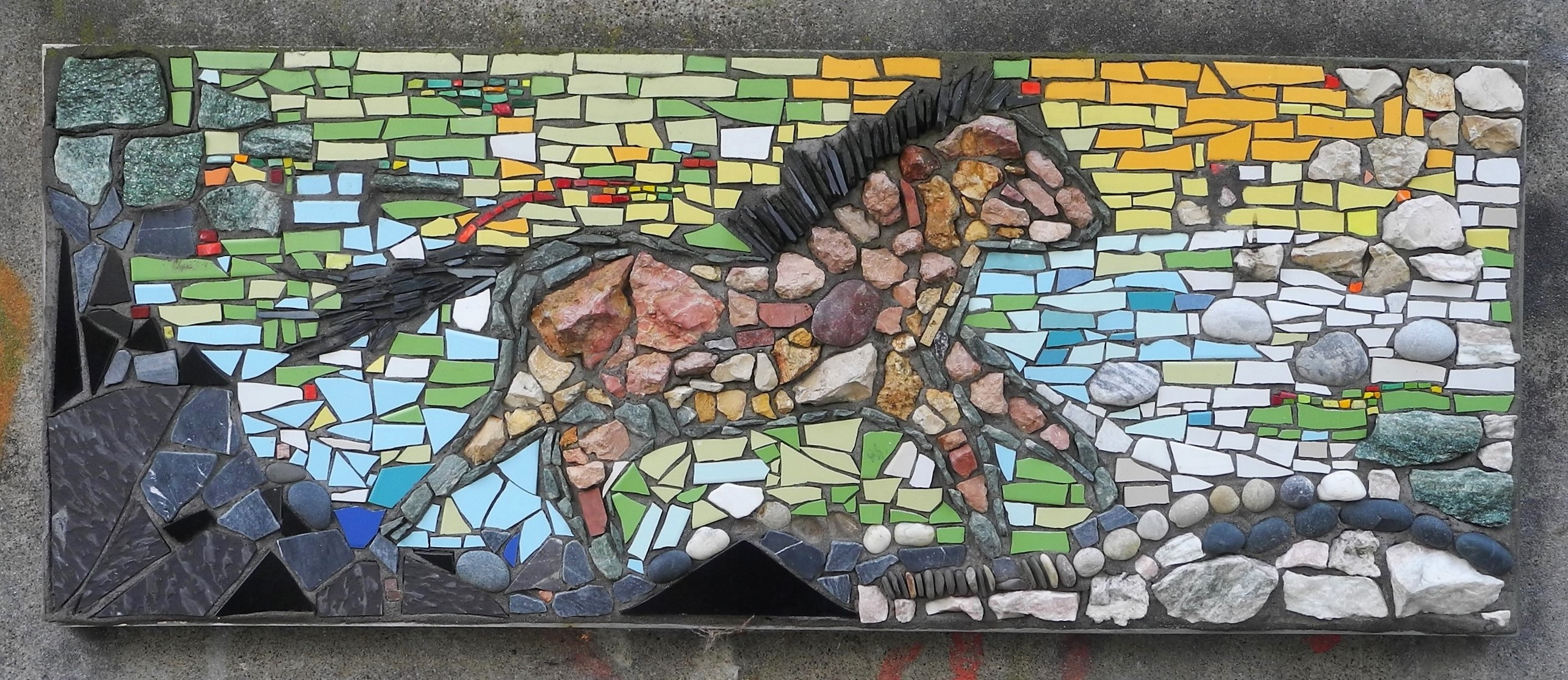
Pferde-Mosaik, Langobardentreppe, 2017

Robert Kaller (* 17. Juli 1958 in Neuss) ist ein deutscher bildender Künstler und Kunstpädagoge.

## Leben
Kaller wird als Sohn des Schuldirektors Wolfgang Kaller und seiner Ehefrau Anna geboren. Er besucht das Albert-Einstein-Gymnasium Kaarst bis zum Abitur. Kaller ist Absolvent des ersten Kunst-Leistungskurses an einem Gymnasium Deutschlands unter der Leitung von Peter von Malotki, einem Meisterschüler von Joseph Beuys.
Nach einer heilpädagogischen Ausbildung in Saarbrücken (1978–1979) begann Kaller 1980 ein Studium der Bildhauerei an der Alanus Hochschule in Bonn bei dem Bildhauer Prof. Heinz-Georg Häußler. 1983 schloss sich eine sechsmonatige Schreinerausbildung und danach ein Studium der Malerei bei Margrit Jünemann an. Zur selben Zeit (1983–1985) machte Kaller eine pädagogische Ausbildung in Stuttgart.
Kaller ist Vater von drei Kindern.
1983 begann Kaller seine ständige Tätigkeit als Freier Künstler mit Aufträgen im In- und Ausland. Kaller übernahm ab 1985 Lehraufträge für Kunstgeschichte und bildende Kunst in Kiel (1985–1988), Graz (1988–1991) und Dortmund (1991–1994). Diese Lehrtätigkeit wird durch die langjährige pädagogische Zusammenarbeit mit dem Schweizer Pädagogen Ernst Bühler unterstützt. In Zusammenarbeit mit dem englischen Wasserforscher John Wilkes gestaltet Kaller Flowformbrunnen. In einer weiteren Kooperation mit dem Düsseldorfer Astrologen Rüdiger Seikritt entsteht ein Relief als visuelle Erfahrung der Tierkreiskräfte. Das Relief ist seit 2001 auf dem Dinslakener Skulpturenweg ausgestellt. 1994 gründete Kaller das Atelier Robert Kaller in Dortmund. Im Rahmen des Ateliers gestaltete Kaller Schulen, Kindergärten, Altenheime, heilpädagogische Einrichtungen, Stadtteile, Krankenhäuser, Hotels, Privathäuser usw. Besonders zu bemerken sind die Stadtteilgestaltungen des Dortmunder Brückstraßenviertels und in Essen-Altendorf.
2013 schloss Kaller sein Studium zum Master of Fine Arts an der Alanus Hochschule ab. Masterarbeit ist ein kunstpädagogisches Projekt im öffentlichen Raum: Skulpturenpark Iserlohn.
2015 eröffnete Kaller eine Studienstätte für Mosaikbau in Dortmund.
2017 übernahm er die künstlerische Gestaltung bei der Renovierung eines Treppenzugs in Wuppertal von der Berliner Straße bis zum Krühbusch hoch, bestehend aus der Langobardentreppe (29 Stufen), Treppe Langobardenstraße/Normannenstraße (16 Stufen, Baujahr 1900) und Treppe Normannenstraße/Krühbusch (29 Stufen, Baujahr 1930).